# Ibadan
Ibadan – miasto w południowo-zachodniej Nigerii, ośrodek administracyjny stanu Oyo. Około 5,1 mln mieszkańców (2011), w 1991 1,3 mln. Drugie pod względem wielkości miasto kraju.
W mieście rozwinął się przemysł spożywczy, włókienniczy, drzewny, metalowy, środków transportu, rzemieślniczy oraz chemiczny.
Siedziby mają tu takie firmy jak: Afprint Nig, Africola, Globacom, NTC Ibadan, Nigeria Breweries, Coca Cola Breweries, Nigeria Tobacco Company, West Africa Print i inne.
Węzeł drogowy; międzynarodowy port lotniczy.
W 1948 r. założono w mieście uniwersytet, natomiast w 1970 r. powstała tu politechnika.
Jest to także ośrodek radiowo-telewizyjny. Siedziby mają tu takie stacje telewizyjne jak: Ibadan Include, NTA Ibadan, Galaxy Television Ibadan, Oyo State Television i Bcos. Nadają stąd także radiostacje: Fm Ibadan i Radio NIgeria IBadan.